# Loukov (okres Mladá Boleslav)
Loukov je obec v okrese Mladá Boleslav ve Středočeském kraji. Rozkládá se asi 21 kilometrů severovýchodně od Mladé Boleslavi a sedm kilometrů severovýchodně od Mnichova Hradiště. Katastrální území i železniční stanice na trati 070 nesou název Loukov u Mnichova Hradiště. Žije zde 207 obyvatel.

## Historie
První písemná zmínka o obci pochází z roku 1352.
Ve vsi Loukov s 440 obyvateli v roce 1932 byly evidovány tyto živnosti a obchody: 2 katolické kostely, holič, 3 hostince, kolář, kovář, 3 krejčí, lihovar, 2 řezníci, obchod se smíšeným zbožím, spořitelní a záložní spolek, tkalcovna, trafika, velkostatek, zámečník.

## Obyvatelstvo
| Rok            | 1869 | 1880 | 1890 | 1900 | 1910 | 1921 | 1930 | 1950 | 1961 | 1970 | 1980 | 1991 | 2001 | 2011 | 2021 |
| -------------- | ---- | ---- | ---- | ---- | ---- | ---- | ---- | ---- | ---- | ---- | ---- | ---- | ---- | ---- | ---- |
| Počet obyvatel | 373  | 539  | 516  | 485  | 486  | 440  | 444  | 442  | 416  | 365  | 281  | 191  | 179  | 178  | 210  |
| Počet domů     | 56   | 60   | 60   | 72   | 74   | 73   | 81   | 91   | 80   | 76   | 73   | 78   | 80   | 85   | 90   |

## Obecní správa

### Územněsprávní začlenění
Dějiny územněsprávního začleňování zahrnují období od roku 1850 do současnosti. V chronologickém přehledu je uvedena územně administrativní příslušnost obce v roce, kdy ke změně došlo:
- 1850 země česká, kraj Jičín, politický okres Mladá Boleslav, soudní okres Mnichovo Hradiště[7]
- 1855 země česká, kraj Mladá Boleslav, soudní okres Mnichovo Hradiště[7]
- 1868 země česká, politický i soudní okres Mnichovo Hradiště[7]
- 1939 země česká, Oberlandrat Jičín, politický i soudní okres Mnichovo Hradiště[8]
- 1942 země česká, Oberlandrat Praha, politický okres Mladá Boleslav, soudní okres Mnichovo Hradiště[9]
- 1945 země česká, správní i soudní okres Mnichovo Hradiště[10]
- 1949 Liberecký kraj, okres Mnichovo Hradiště[11]
- 1960 Středočeský kraj, okres Mladá Boleslav[12]
- k 1. lednu 1980 Středočeský kraj, okres Mladá Boleslav, obec Loukovec[13]
- k 24. listopadu 1990 Středočeský kraj, okres Mladá Boleslav[13]

### Obecní symboly
Znak a vlajka byly obci uděleny rozhodnutím předsedy Poslanecké sněmovny Parlamentu České republiky dne 21. září 2005.

## Doprava
Silniční doprava
- Obcí prochází silnice III. třídy. Obec leží poblíž dálnice D10 uprostřed mezi exity 63 a 67.

Železniční doprava
- Na území obce leží železniční stanice Loukov u Mnichova Hradiště na železniční trati 070 Praha – Mladá Boleslav – Turnov. Zastavují v ní osobní vlaky; rychlíky jí projíždějí. Jedná se o jednokolejnou celostátní trať, doprava byla na trati zahájena roku 1865. Po trati 070 jezdí osobní vlaky i rychlíky, v pracovních dnech roku 2011 je to obousměrně 5 rychlíků, 1 spěšný a 10 osobních vlaků.[15]

Autobusová doprava
- V obci zastavovaly v květnu 2011 autobusové linky jedoucí do těchto cílů: Liberec, Mladá Boleslav, Mnichovo Hradiště, Praha, Rokytnice nad Jizerou, Semily, Turnov.[16]

## Pamětihodnosti
- Kostel Nejsvětější Trojice
- Socha svatého Jana Nepomuckého
- Lovecký zámeček Bažantnice
- Hrobka Rohanů
- Památková zóna – lidová architektura
- přírodní rezervace Bažantnice u Loukova nedaleko obce

## Galerie

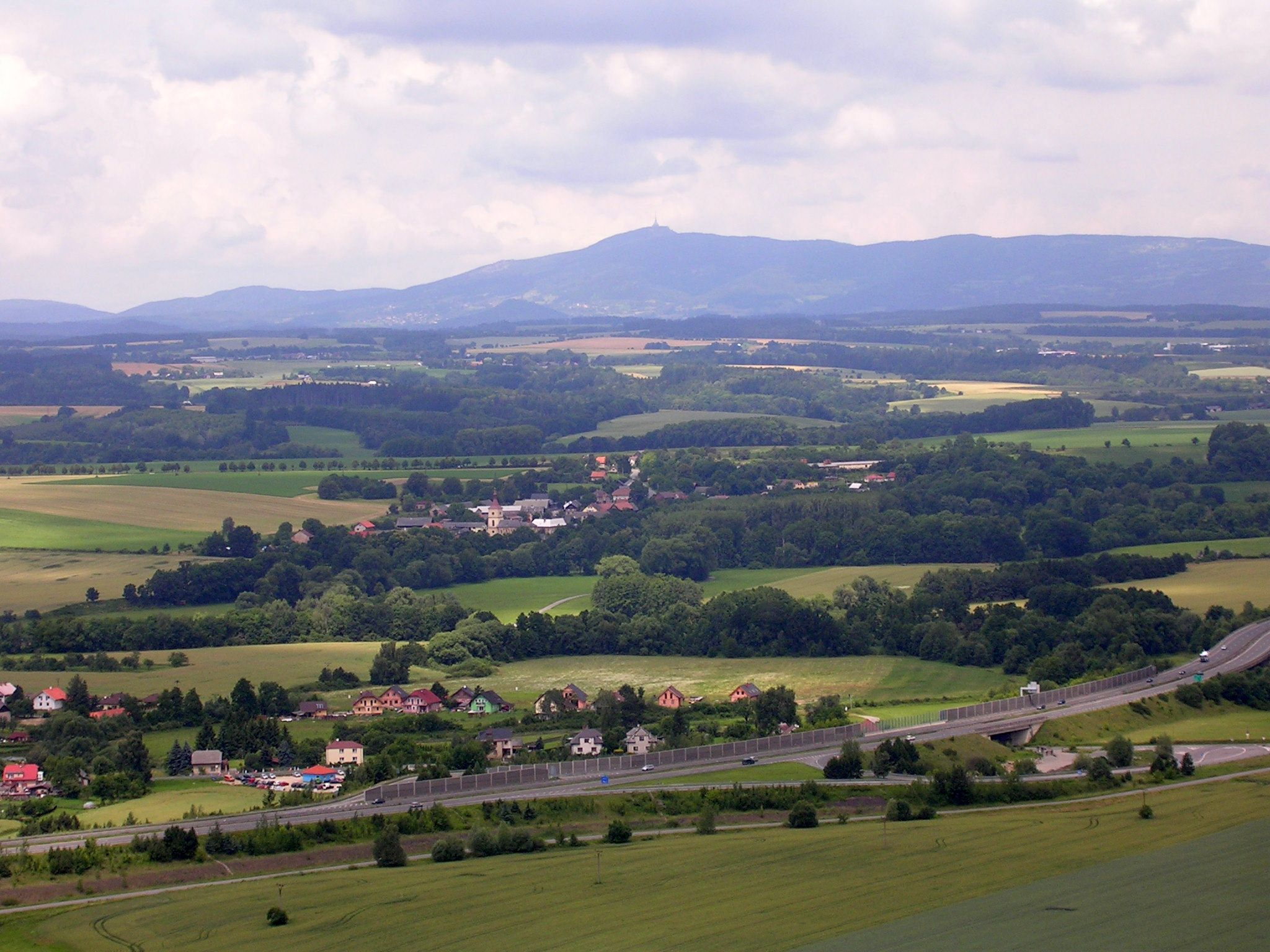
Celkový pohled z Příhrazských skal
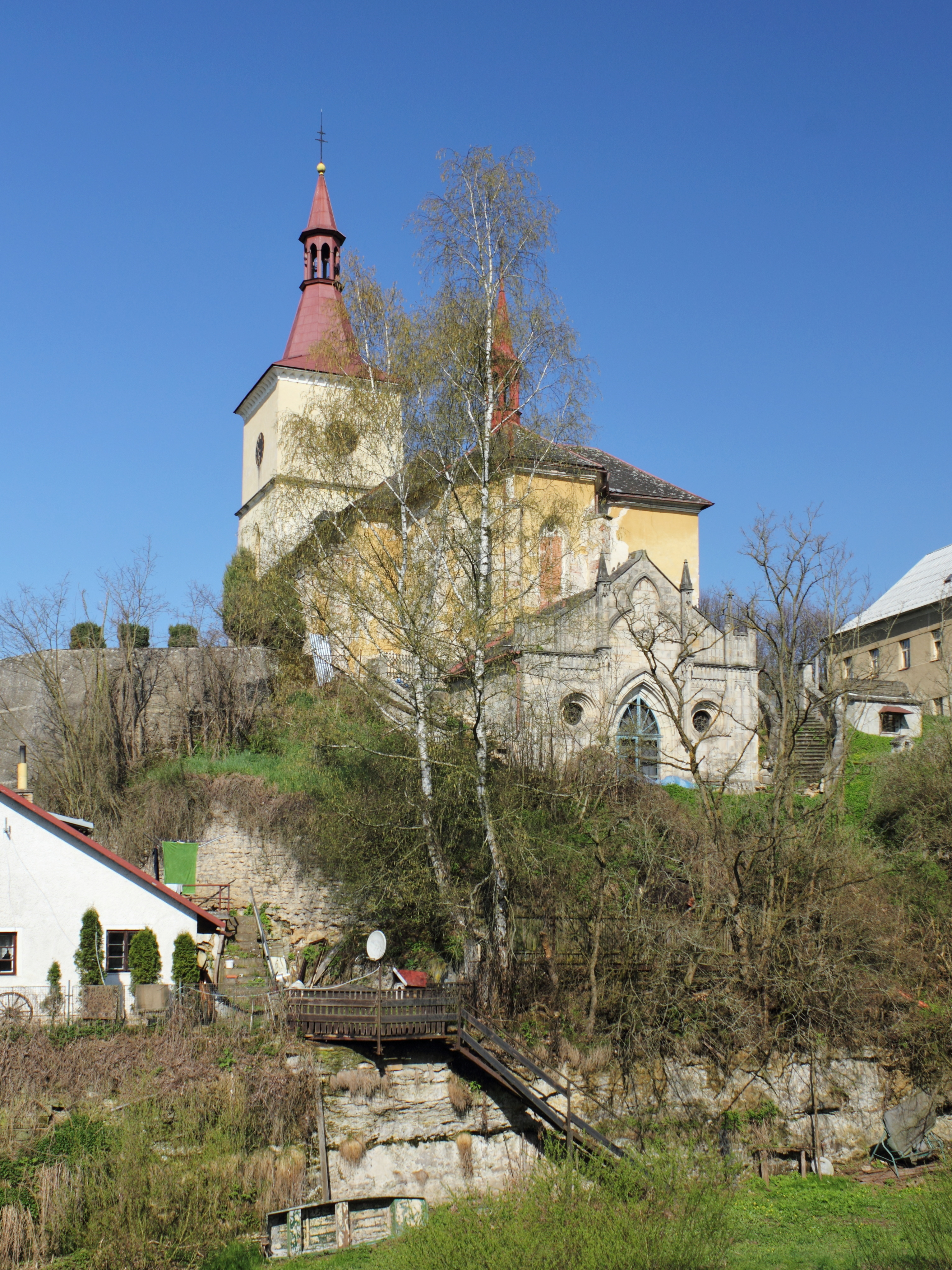
Kostel Nejsvětější Trojice s hrobkou Rohanů na východní straně